# 中央自动车道护坡爆炸事件
中央自动车道护坡爆炸事件（日语：／）是指1989年2月24日在日本东京都调布市发生的炸弹恐怖袭击事件。犯案组织是日本新左翼团体革命劳动者协会。

## 起因
昭和天皇于1989年1月7日逝世，同年2月24日（大喪之禮）当天，新左派提出“破坏大丧之礼”，在日本各地发动一系列恐怖袭击。

## 概要
1989年2月24日下午1点54分，中央自动车道下行（东京都调布市1丁目大寺南町）护坡突然爆炸，约4吨沙土堵塞下行线。仅仅30分钟后，载着昭和天皇灵柩的出殡队伍就预定通过中央自动车道前往武藏陵区。
戒备森严的防暴警察立即清理了泥土和沙子，出殡队伍得以安全通过。
随后检查中发现灭火器和引脚的碎片，警视厅公安部认定这是新左翼发动的炸弹恐怖事件，并推定犯案者将炸弹埋在护坡上引爆。
2月28日，革命劳动者协会（社会党社青同解放派）在其基地驹泽大学发表犯罪声明，并承认此恐怖袭击由该组织发动。